# Lowthorpe
Lowthorpe är en by i civil parish Harpham, i distriktet East Riding of Yorkshire, i grevskapet East Riding of Yorkshire, i England. Byn är belägen 6 km från Driffield. Lowthorpe var en civil parish fram till 1935 när blev den en del av Harpham. Civil parish hade 159 invånare år 1931. Byn nämndes i Domedagsboken (Domesday Book) år 1086, och kallades då Langetorp/Log(h)etorp.